# Bobby Martin (produttore)
Robert L. Martin, conosciuto come Bobby Martin (Lockland, 4 maggio 1930 – San Diego, 6 settembre 2016) è stato un arrangiatore, compositore e produttore discografico statunitense strettamente legato alla Philadelphia International Records e al Philly soul.

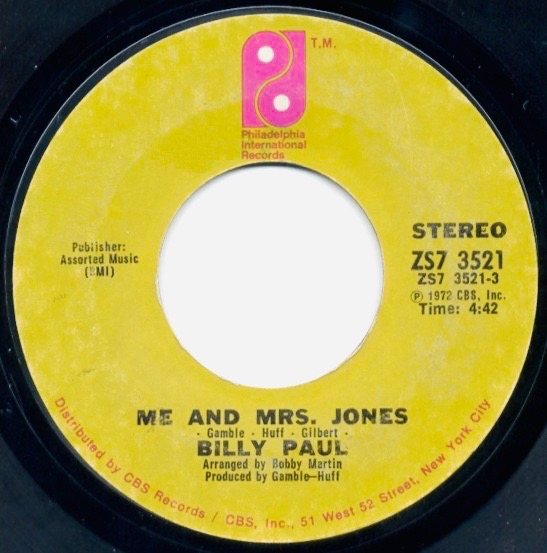
Me and Mrs. Jones, la hit di Billy Paul arrangiata da Bobby Martin

Martin è noto soprattutto per l'arrangiamento di Me and Mrs. Jones, famosa hit del cantante soul Billy Paul, per il suo lavoro come compositore della colonna sonora del film Saturday Night Fever e per aver collaborato con artisti come Whitney Houston, L.T.D, MFSB, Nancy Wilson, Patti LaBelle, Lou Rawls, Lesley Gore, The Manhattans, The O'Jays, The Jackson 5, Dusty Springfield e i Bee Gees, fra gli altri.
Ha lavorato con il bandleader e arrangiatore Frank Foster che diede a Martin l'opportunità di guidare una sua band denominata LTD, che ottenne numerose hit discografiche e creò il tema principale del programma televisivo Soul Train.
Bobby Martin ha vinto un Grammy Award con la canzone K-Jee On eseguita dal gruppo MFSB e per la composizione della colonna sonora del film Saturday Night Fever (21st Annual GRAMMY Awards). 